# لوکاس ساماراس
لوکاس ساماراس (انگلیسی: Lucas Samaras؛ ۱۴ سپتامبر ۱۹۳۶ – ۷ مارس ۲۰۲۴) مجسمه‌ساز، عکاس، و طراح گرافیک، نقاش اهل ایالات متحده آمریکا بود.